# Abel Muzorewa

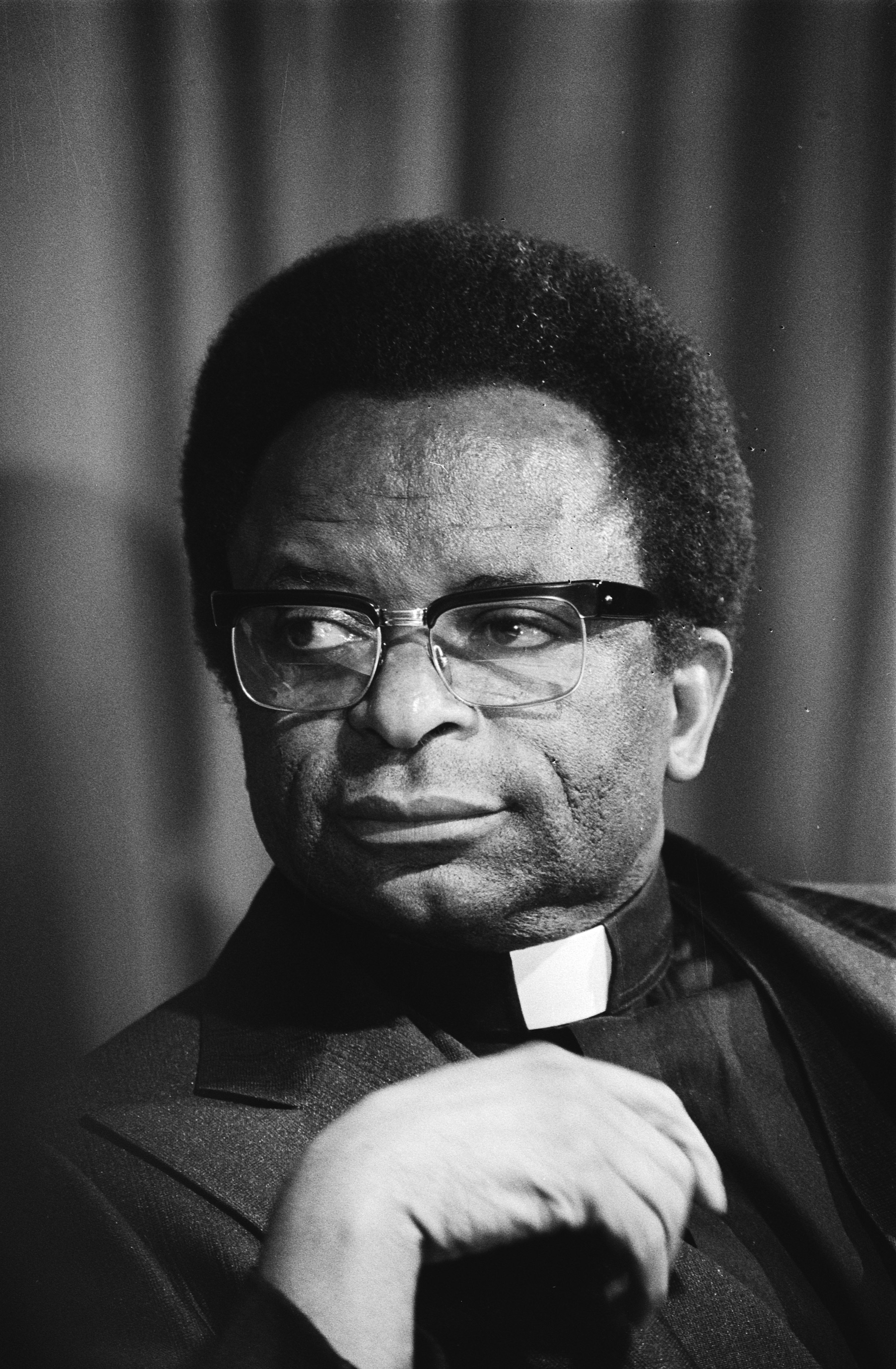
Abel Muzorewa in 1978

Abel Tendekayi Muzorewa (Mutare, 14 april 1925 - Harare, 8 april 2010) was een Zimbabwaans methodistisch bisschop en nationalistisch politicus.
In 1971 vormde Muzorewa samen met ds. Canaan Banana het United African National Congres (UANC) dat zich keerde tegen de plannen van premier Ian Smith om op de langere termijn de macht te delen met de autochtone bevolking van Rhodesië. Zowel Muzorewa als Banana maakte zich sterk voor een referendum waarin de gehele bevolking van Rhodesië zich zou kunnen uitspreken over de plannen van Smith. Het voorstel werd echter door de blanke minderheidsregering van de hand gewezen.
Muzorewa was inmiddels wel uitgegroeid tot een Afrikaans leider van wereldformaat. Eind jaren 70 vormde Muzorewa samen met Sithole's ZANU en Nkomo's ZAPU het Afrikaans Nationaal Congres (ANC, naar het voorbeeld van Nelson Mandela's ANC in Zuid-Afrika). Men maakte de afspraak om de blanke regering zo veel mogelijk zonder geweld te bestrijden. Nadat Robert Mugabe de macht had overgenomen in de ZANU en Nkomo van tactiek was veranderd bleef de geweldloosheid een dode letter. Muzorewa en zijn UANC bleven echter het principe van geweldloosheid trouw.
In 1979 kwam het tot een vergelijk tussen Ian Smith en bisschop Muzorewa en er werden verkiezingen gehouden. Er kwam een overgangsregering in Zimbabwe met Muzorewa als premier. Partijgenoot Josiah Zion Gumede werd president. De nieuwe regering werd echter niet internationaal erkend omdat de marxistische ZANU en ZAPU niet wilden deelnemen aan de verkiezingen. Ze eisten onmiddellijke overname zonder verkiezingen en gingen door met de guerrilla.
Eind 1979 werd er besloten om de koloniale situatie tijdelijk te herstellen onder een Britse gouverneur. Muzorewa bleef premier, maar ging akkoord met verkiezingen die in februari 1980 zouden plaatsvinden. De marxistische ZANU en ZAPU mochten ook meedoen aan die verkiezingen.
Bij de verkiezingen van februari 1980 behaalde het UANC van Muzorewa slechts 3 van de 80 voor de zwarte bevolking gereserveerde zetels, terwijl de ZANU PF (fusie van ZANU en ZAPU) 77 van de 80 voor de zwarte bevolking gereserveerde zetels won. ZANU PF-leider Robert Mugabe werd premier terwijl Canaan Banana president van Zimbabwe werd.
In 1995 deed Muzorewa mee aan de presidentsverkiezingen, die werden gewonnen door de zittende president Robert Mugabe. In 2008 nam hij niet deel aan de presidentsverkiezingen.
- Bibsys: 90857491
- Bibliothèque nationale de France: cb14411131d (data)
- Gemeinsame Normdatei: 122311078
- International Standard Name Identifier: 0000 0000 6680 5558
- Library of Congress Control Number: n50027672
- National Archives and Records Administration: 10582943
- Nationale bibliotheek van Australië: 35857228
- Nationale Bibliotheek van Israël: 987007599257705171
- Nederlandse Thesaurus van Auteursnamen: 069449600
- SNAC: w6ts240m
- Système universitaire de documentation: 079449891
- Virtual International Authority File: 15648891
- WorldCat: E39PBJgmQ68gWjttbWmMCbdxXd